# Vitrolles-en-Luberon
Vitrolles-en-Luberon település Franciaországban, Vaucluse megyében. Lakosainak száma 199 fő (2022. január 1.). Vitrolles-en-Luberon Céreste-en-Luberon, Montjustin, La Bastide-des-Jourdans, Grambois és Peypin-d’Aigues községekkel határos.

## Népesség
A település népessége az elmúlt években az alábbi módon változott:
| Lakosok száma | 210  | 200  | 189  | 164  | 164  | 164  | 162  | 180  | 199  |
|               | 2013 | 2015 | 2016 | 2017 | 2018 | 2019 | 2020 | 2021 | 2022 |